# انتخابات سراسری مکزیک (۲۰۲۴)

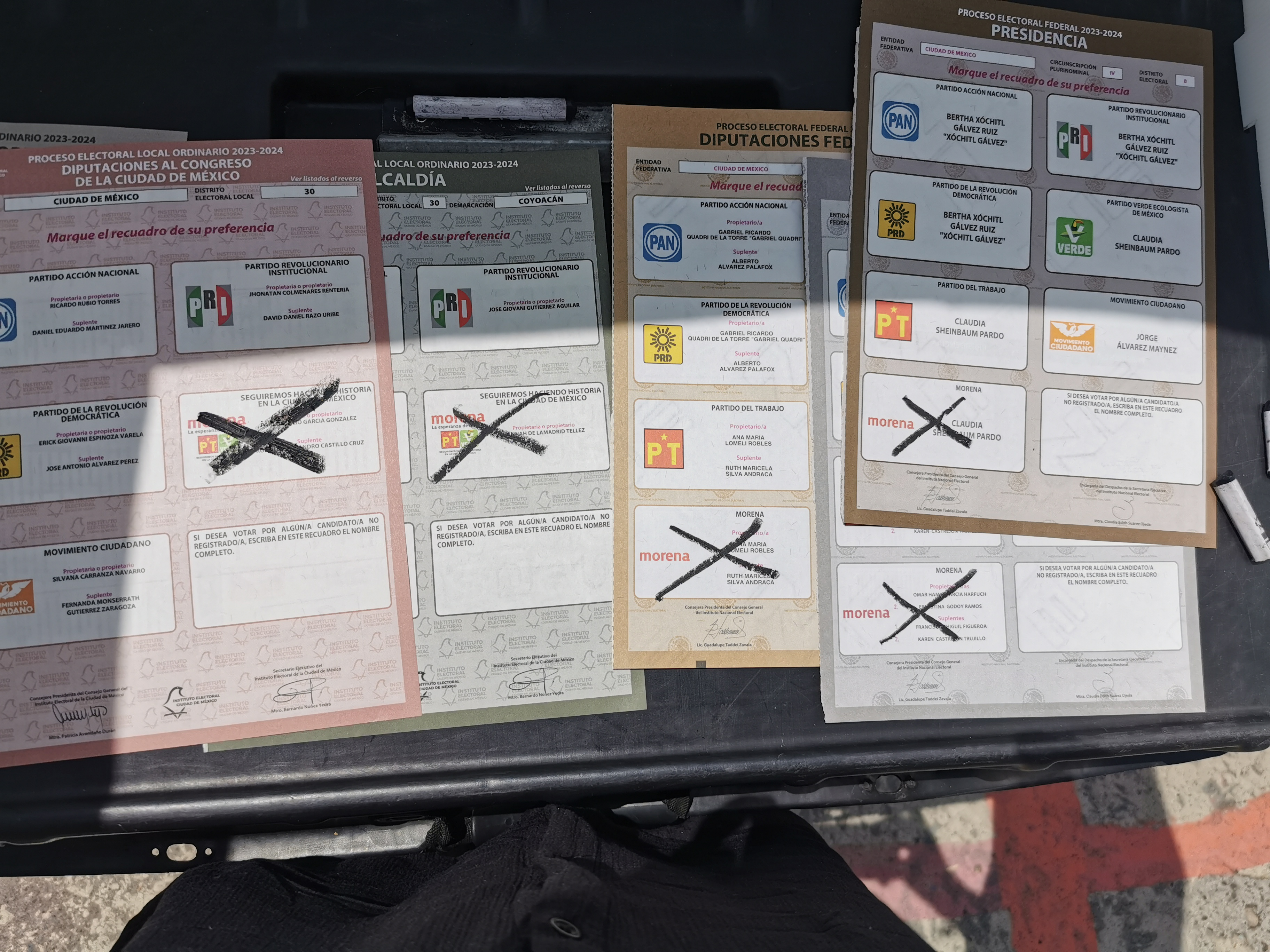
برخی از اراء انتخابات سراسری در ۲ ژوئن ۲۰۲۴ در مکزیک

انتخابات سراسری در ۲ ژوئن ۲۰۲۴ در مکزیک برگزار شد. رای‌دهندگان رئیس‌جمهور جدید را برای یک دورهٔ شش ساله، ۵۰۰ عضو مجلس نمایندگان و ۱۲۸ عضو مجلس سنای جمهوری انتخاب کردند. این انتخابات همزمان با انتخابات ایالتی ۲۰۲۴ برگزار شد.
کلودیا شینباوم در انتخابات ریاست‌جمهوری با اکثریت آرا پیروز شد و نخستین زن و نخستین فردی با پیشینهٔ یهودی بود که به عنوان رئیس‌جمهور مکزیک انتخاب شد. این انتخابات شاهد بیشترین تعداد آرای ثبت شده برای یک نامزد در تاریخ مکزیک برای شینباوم بود و از رکورد آندرس مانوئل لوپز اوبرادور با ۳۰٫۱ میلیون رای از انتخابات ۲۰۱۸ پیشی گرفت.